# Копаоник (национальный парк)
«Копаоник» (серб. Копаоник) — национальный парк в юго-западной части Центральной Сербии, на границе с автономным краем Косово и Метохия. Общая площадь национального парка 11 810 га.

## Природа

### Рельеф
Национальный парк расположен на крупном горном массиве Копаоник, наивысшей точкой которого является гора Панчичев-Врх (2017 м). Другими крупными вершинами Копаоника являются: Караман (1934 м), Гобеля (1834 м), Оштро-Копле (1789 м), Шаторица (1750 м) и Чардак (1590 м).

### Флора и фауна
Благоприятные природные условия горного массива способствуют развитию богатой и разнообразной растительности. Растительный мир представлен многими видами деревьев, кустарников, трав, папоротников, мхов, лишайников, а также грибов. Число видов и подвидов растений — около 825, которые объединены в 292 рода и 80 семей, что составляет одну пятую часть от флоры всей Сербии.
Фауна Копаоника разнообразна: здесь обитают волки, кабаны, косули, лисы, зайцы, горностай, росомаха. Наиболее распространены в национальном парке птицы, число видов которых сейчас достигает 148.

## Исторические памятники
- Мавзолей Йосифа Панчича на горе Панчичев-Врх.